# Schichtblech
Schichtbleche dienen zum Überbrücken von variabel ausfallenden Spalten. Diese ergeben sich aufgrund der maßlich sich aufsummierenden Einzeltoleranzen als Toleranzkette von hintereinander montierten Bauteilen, die wiederum beispielsweise in einem Gehäuse eingebaut werden.
Ein branchenüblicher Markenname für Schichtblech ist Laminum.
Schichtblech besteht aus vielen dünnen Folien aus Metall oder Kunststoffen, die vollflächig aufeinander laminiert sind.
Durch Abschälen von Hand kann Schicht um Schicht die Gesamtstärke bis im Hundertstelmillimeterbereich verringert werden.
Bei Montagearbeiten kann so das zeitaufwändige und kostenintensive Anfertigen von Passstücken oder Distanzscheiben oder das Paaren von Passscheiben entfallen.
Hauptanwendung ist beispielsweise der Getriebebau oder die Spieleinstellung von Arbeitsspindeln von Werkzeugmaschinen.
Als Werkstoffe kommen unter anderem Stahl, Aluminium, Messing oder Kunststoffe zur Anwendung.